# Big Lake, Texas
Big Lake är administrativ huvudort i Reagan County i Texas. Enligt 2010 års folkräkning hade Big Lake 2 936 invånare.